# 辻吟次郎
辻 吟次郎（つじ ぎんじろう、1891年（明治24年）3月 - 没年不明）は、日本の実業家、秋田県多額納税者、辻吟商店、和洋酒並缶詰販売業。秋田銀行頭取3代目辻兵吉の弟。

## 人物
秋田県・辻兵吉の弟、辻兵吉の四男。1911年、分家した。「辻吟商店」と称し、和洋酒並缶詰販売業を営み、秋田県多額納税者に列した。住所は秋田市本町、同市大町。秋田県在籍。

## 家族・親族
辻家
- 妻・ツネ[1]（1900年 - ?、秋田、丹波春吉の二女）[2][3]
- 男（1921年 - ?）[2]
- 二男、四男、五男、長女、二女[2]